# Czechy Orlańskie (wieś)
Czechy Orlańskie – wieś w Polsce, położona w województwie podlaskim, w powiecie hajnowskim, w gminie Dubicze Cerkiewne. Czechy Orlańskie leżą nad Orlanką dopływem Narwi.
W latach 1975–1998 miejscowość administracyjnie należała do województwa białostockiego.
Wieś w 2011 zamieszkiwało 99 osób.
Prawosławni mieszkańcy wsi należą do parafii Opieki Matki Bożej w Dubiczach Cerkiewnych, a
wierni kościoła rzymskokatolickiego do parafii św. Zygmunta w Kleszczelach.

## Historia
Wieś wzmiankowana w 1568 roku, kiedy to król Zygmunt August, przekazując miasto Kleszczele z przedmieściami w dzierżawę podkomorzemu drohickiemu Stanisławowi Chądzyńskiemu, dołączył do dzierżawy 6 wsi starostwa bielskiego: Żarywiec (Dubicze Cerkiewne), Obychodnik (Grabowiec), Czochy (Czechy Orlańskie), Jelonkę, Suchą Wolę (Suchowolce) i Rudę (Rutkę). Te przyłączone wsie tworzyły wołoszcz kleszczelską.